# Mikhail Touchmalov
Mikhail Touchmalov (en géorgien : თუშმალიშვილი ; 1861-1896) est un chef d'orchestre et un compositeur russe d'origine géorgienne qui a occupé des postes à Varsovie et à Tbilissi. Il est mort dans ce qui est aujourd'hui la nation de Géorgie.

## Tableaux d'une exposition
Touchmalov est le plus souvent connu aujourd'hui comme la première personne à avoir écrite une version orchestrale de la suite pour piano de 1874, les Tableaux d'une exposition de Modeste Moussorgski. Cette orchestration peut avoir été écrite dès 1886, alors que Touchmalov était un élève de Nikolaï Rimski-Korsakov. Des thèses circulent selon lesquelles Rimski-Korsakov avait esquissé le début de sa propre orchestration de la pièce de Moussorgski, mais avait abandonné le projet quand Touchmalov a pris la suite. Le rôle éventuellement joué par l'enseignant dans le travail d'orchestration par son élève n'est pas connu. La première exécution de l'orchestration de Touchmalov a été faite par Rimsky-Korsakov à Saint-Pétersbourg le 30 novembre 1891. La partition a été publiée par Bessel la même année et publiée dans une édition corrigée quelque temps après la mort de Touchmalov. L'orchestration de Touchmalov a ces dernières années été réimprimée par Kalmus.
La version de Touchmalov de la partition de Moussorgski est l'une des moins complètes, car elle omet « Gnome », « Tuileries » et « Bydło » ainsi que toutes les « Promenades », sauf la cinquième qu'il a mise à la place de la première. La partition de Touchmalov est souvent décrite comme sombre et pauvre en couleurs, et donc dans son approche de la partition originale, plus authentiquement «russe» que l'orchestration postérieure et beaucoup plus virtuose de Ravel.

## Enregistrements
La version de Touchmalov a été enregistrée lors d'un concert de l'Orchestre philharmonique de Munich dirigé par Mark Andreae. L'attribution indique Touchmalov / Rimsky-Korsakov pour des raisons qui restent non justifiées malgré ce qui est dit ci-dessus.